# Mount Pleasant, Texas
Mount Pleasant är en stad i nordöstra Texas i USA med en yta av 33 km² och en folkmängd som uppgår till 13 935 invånare (2000). Mount Pleasant är administrativ huvudort i Titus County. I staden får man inte sälja alkoholdrycker.